# خی عقاب
خی عقاب یک ستاره است که در صورت فلکی عقاب قرار دارد.